# Grigori Ivanovich Sciltian

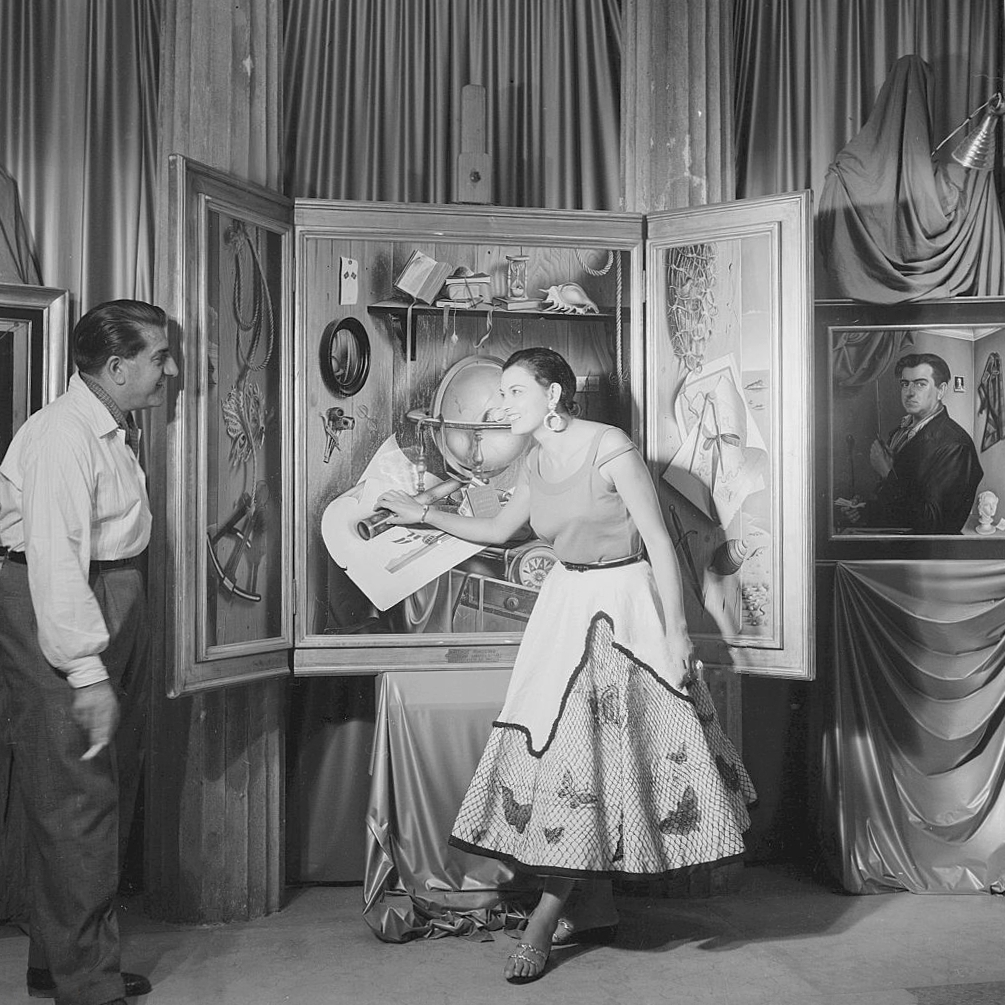
El pintor armenio Gregorio Sciltian, junto a una de sus obras, y su esposa Elena Boberman sonriendo durante el XVI Festival Internacional de Cine de Venecia. Venecia, 1955.

Grigori Ivanovich Sciltian ((en ruso: Шилтьян, Григорий Иванович Italiano Gregorio Sciltian); 20 de agosto de 1900, Nor Najichevan - 1 de abril de 1985, Roma) – Artista ruso-italiano de origen armenio. Autor de numerosos trabajos pintorescos en estilo cubofuturismo y neo-realismo. Su obra el filatelista fue reproducida en un sello cubano de 1968 (Catálogo Scott 1332). 

## Obra
Se forma Academia de San Petersburgo bajo la influencia de Beardsley, durante quince años en Rostov con logrados trabajos vanguardistas cubofuturistas. Pero por los años 20 retorna al arte figurativo  clásico, estudiando en la Academia y Museo de Viena las obras de Rinascimento italiano. Está en Berlín en los años ' 22 al 23 en Italia; abre un estudio en Roma participando en la II Bienal Romana el '25. 
Tópico frecuente en sus obras es la pintura de naturaleza muerta “Trompe l’oeil”
De vuelta a Italia en 1934 hasta 1941, trabaja como retratista. Envía sus trabajos a Liége, Berlín y Londres.

## Enlaces
- Biografía en italiano

1. ↑   El Filatelista

- Datos: Q4523919
- Multimedia: Gregorio Sciltian / Q4523919